# Wolfgang Lötzsch
Wolfgang Lötzsch (Chemnitz, 18 december 1952) is een voormalig Duits wielrenner. Hij groeide op in de DDR en wordt gezien als een van de grootste wielertalenten die dat land voortbracht. Doordat hij bij de staatspartij SED als potentiële Republikverräter te boek stond, kreeg hij geen toestemming om naar het buitenland te reizen en kwam hij vooral in nationale wedstrijden uit.

## Carrière
De problemen tussen de SED en Lötzsch ontstonden door zijn weigering lid te worden van de partij. Ook sprak hij zijn vader niet tegen die publiekelijk had gemeld dat er in de DDR geen persvrijheid bestond en had hij een neef die in 1964 naar West-Duitsland was gevlucht. In 1972 zat Lötzsch bij de selectie voor de Olympische Spelen, maar werd hij uit de ploeg gezet nadat de geheime dienst Stasi de wielerbond meldde dat hij geen Genosse (partijlid) was. Tevens werden hem de faciliteiten ontzegd om zijn sport op het hoogste niveau uit te oefenen en moest hij zich als zogenaamde 'hobbyist' aanmelden bij een bedrijfssportvereniging.

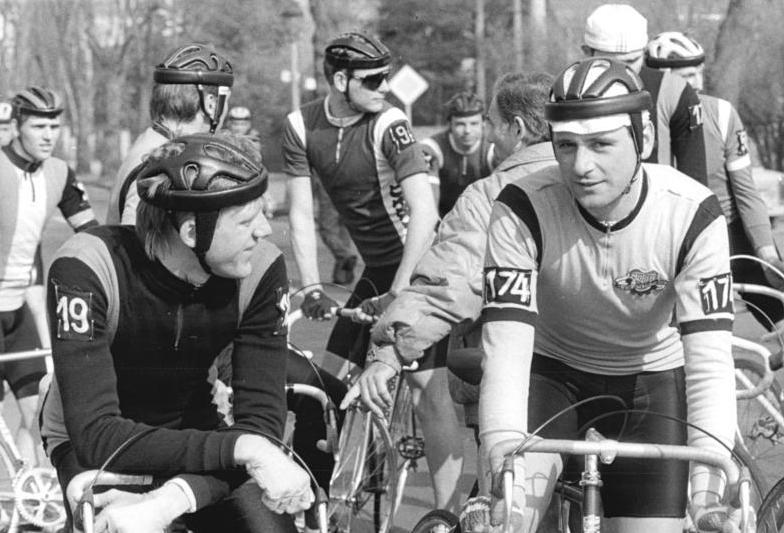
Wolfgang Lötzsch (rechts) in 1988 aan de start van de wedstrijd Berlin-Leipzig

Slechts een enkele keer kwam Lötzsch aan de start van een wedstrijd op het hoogste nationale niveau. Desondanks behaalde hij verschillende aansprekende resultaten, zoals winst in de Tribüne-Bergpreis (1973 en 1974) en Rund um Berlin (1974) en het nationale kampioenschap op de 4000 meter achtervolging (1973 en 1974). In 1976 klopte hij op de achtervolging Thomas Huschke, die reeds was geselecteerd voor de Olympische Spelen van dat jaar. Het Oost-Duitse regime voelde zich door de resultaten van Lötzsch vernederd en de Stasi intensiveerde het onderzoek naar hem, de operatie Speiche. In 1976 werd Lötzsch opgepakt nadat hij in het openbaar zijn steun zou hebben uitgesproken aan dissident Wolf Biermann. Hij werd veroordeeld tot tien maanden gevangenisstraf, die hij doorbracht in de Kaßberggevangenis bij Chemnitz. Na zijn vrijlating werd zijn wielerlicentie ingetrokken en werd hij bij een tuinderij te werk gesteld.
In maart 1979 werd Lötzsch op het hoofdkantoor van de Stasi ontboden, waar hij akkoord ging met het voorstel dat hij weer mocht wielrennen indien hij de verschillende uitreisverzoeken die hij in de loop der tijd had gedaan zou intrekken. Hij behaalde enkele honderden overwinningen op amateurniveau. In 1983 kreeg hij toestemming deel te nemen aan Rund um Berlin, de koers die hij in 1974 al eens won. Hij demarreerde en won na een vlucht van 150 kilometer met acht minuten voorsprong, ondanks dat er achter hem jacht werd gemaakt door rijders uit de nationale selectie. Mede omdat de wedstrijd live op televisie te zien was geweest, reageerden de Oost-Duitse autoriteiten furieus. Lötzsch moest verplicht hele dagen werken, waardoor hij geen tijd had voor trainingen. In 1985 besloot hij akkoord te gaan met het voorstel om lid van de SED te worden, waarna hij de mogelijkheid kreeg zijn sport weer uit te oefenen.
In 1985 won Lötzsch de Ronde van Saksen. In 1986 won hij de Tribüne-Bergpreis en de internationale amateurwedstrijd Praag-Karlsbad-Praag. Tevens werd hij derde bij het nationale kampioenschap op de weg, achter Olaf Ludwig en Uwe Ampler. Na de val van de Berlijnse Muur werd hij op zijn 37e alsnog professional en ging hij rijden voor het kleine Duitse team Hannoverschen RC van oud-wielrenner Rudi Altig. In deze periode stond hij onder andere aan de start van de Ronde van de Middellandse Zee. In 1995 besloot hij op 42-jarige leeftijd zijn carrière, die hem in totaal 550 overwinningen had gebracht. Uit handen van president Roman Herzog kreeg hij de Orde van Verdienste van de Bondsrepubliek Duitsland.
Na zijn actieve loopbaan was Lötzsch actief als trainer en mecanicien. Hij werkte voor Team Gerolsteiner en is sinds januari 2008 verbonden aan Team Milram. Sportjournalist Philipp Köster publiceerde in 2004 het boek "Lötzsch. Der lange Weg eines Jahrhunderttalents" met het levensverhaal van Lötzsch. In 2007 kwam de documentaire "Sportsfreund Lötzsch" uit.
- Gemeinsame Normdatei: 129429546
- International Standard Name Identifier: 0000 0000 5545 369X
- Library of Congress Control Number: n2005026900
- Virtual International Authority File: 75720977
- WorldCat: E39PBJbtpcW9JdtMpJtcgxrQbd